# ROH/NJPW War of the Worlds
Dentro del mercado de expansión de la empresa de lucha libre profesional (o puroresu) New Japan Pro-Wrestling (NJPW), uno de sus objetivos ha sido el de la conquista del mercado internacional. siendo el más destacado: Estados Unidos, en el cuál ya habían producido eventos exclusivos con relativa importancia.
Pero dentro de su desarrollo, NJPW firmó en 2014 un acuerdo para producir una serie de eventos conjuntos con su nuevo socio: la empresa norteamericana Ring of Honor (ROH).
Así fue como se creó un tour especial en el cual ambas plantillas compartían espacio en combates de diversa importancia: War of The Worlds, en referencia al encuentro de las dos filosofias de wrestling en ambas empresas, y siendo una referencia a la obra literaria del mismo nombre.
Con el pasar de los años, este tour ha resultado en éxitos financieros, a tal punto que se han ampliado con el pasar de los años.
Originalmente, el primer show era de un solo día, lo que terminaría ampliándose a dos en el siguiente año, hasta llegar a completar una cartelera de cuatro shows para 2017.
Además, su éxito ha permitido que se expanda hacia otros países como Canadá, donde presentan un show exclusivo, o el Reino Unido, donde se llegó a desarrollar un tour entero en 2017: War of The Worlds UK, en tres ciudades de la isla británica, donde presentaron también a talentos de las otras dos empresas de lucha libre asociadas a esta alianza: La empresa británica Revolution Pro Wrestling (RPW) y la mexicana Consejo Mundial de Lucha Libre (CMLL).

## Resultados

### War of The Worlds 2014
El primer show "War of The Worlds" tuvo lugar el 17 de mayo de 2014 desde el Hammerstein Ballroom en Nueva York.
El show tuvo una serie de diferentes enfrentamientos en los que se expondrían títulos de ambas empresas, con la peculiaridad de que todos los combates serían de corte inter-promocional. El show se transmitió mediante Ustream, un servicio de pago por visión. Días antes, se llevó a cabo otro show conjunto entre ambas empresas en Toronto, Canadá: Global Wars 2014.
- Pre-show: Caprice Coleman derrotó a Adam Page (con Jimmy Jacobs). (4:21)
  - Coleman cubrió a Page después de un «Leg Lariat».
  - Originalmente la lucha era entre Caprice Coleman y Silas Young, pero Young se negó a participar en el combate, por lo que Coleman hizo un reto abierto a Page y Jacobs.
  - Después de la lucha, Jacobs atacó a Page.
- ACH, Matt Taven y Tommaso Ciampa derrotaron a Forever Hooligans (Alex Koslov y Rocky Romero) y Takaaki Watanabe. (4:30)
  - Taven cubrió a Watanabe después de un «Climax».
- The Decade (B.J. Whitmer y Roderick Strong) (con Adam Page y Jimmy Jacobs) derrotaron a Gedo y Jado. (08:40)
  - Strong cubrió a Jado después de un «Sick Kick».
  - Después de la lucha, Cedric Alexander apareció para atacar a The Decade.
- Jay Lethal (c) (con Truth Martini) derrotó a KUSHIDA reteniendo el Campeonato Mundial Televisivo de ROH. (11:40)
  - Lethal cubrió a Kushida después de un «Lethal Injection».
- Bullet Club (Doc Gallows y Karl Anderson) (c) derrotaron a The Briscoes (Jay Briscoe y Mark Briscoe) reteniendo los Campeonatos en Parejas de la IWGP. (10:40)
  - Anderson cubrió a Jay después de un «Magic Killer».
- Shinsuke Nakamura derrotó a Kevin Steen. (12:48)
  - Nakamura cubrió a Steen después un «Boma-Ye».
  - Después de la lucha, Steen anunció su retiro de ROH, solo para terminar siendo atacado por Silas Young.
- Hiroshi Tanahashi derrotó a Michael Bennett (con Maria Kanellis). (13:44)
  - Tanahashi cubrió a Bennett después de un «High Fly Flow».
  - Durante la lucha, Maria interfirió a favor de Bennett distraendo a Tanahashi.
- ReDRagon (Bobby Fish y Kyle O'Reilly) (con Tom Lantor) derrotaron a The Young Bucks (Matt Jackson y Nick Jackson) (c) ganando los Campeonatos Mundiales en Parejas de ROH. (12:47)
  - O'Reilly forzó a Matt a rendirse con un «Arm Lock».
- Adam Cole (c) derrotó a Jushin Thunder Liger reteniendo el Campeonato Mundial de ROH. (13:14)
  - Cole forzó a Liger a rendirse con un «Figure-Four Leglock».
- A.J. Styles (c) derrotó a Michael Elgin y Kazuchika Okada reteniendo el Campeonato Peso Pesado de la IWGP. (18:02)
  - Styles cubrió a Elgin después de un «Styles Clash».
  - Originalmente la lucha era entre Styles, quien días antes le había arrebatado el título a Okada, y Elgin; pero tras la intervención del comisionado de ROH de entonces: Nigel McGuinness y el mutuo acuerdo entre los tres luchadores, el combate se convirtió a un Triple Threat Match.
  - Después de la lucha, Adam Cole apareció para atacar a Styles, Okada y Elgin.

### War of The Worlds 2015

##### War of The Worlds 2015: Noche 1
El primer show de la gira "War of The Worlds" en el año 2015, tuvo lugar el 12 de mayo desde el 2300 Arena en Filadelfia, Pensilvania. El show se transmitió mediante servicio On-Demand (un servicio de pago por visión en diferido).

##### War of The Worlds 2015: Noche 2
El segundo y último show de la gira "War of The Worlds" en el año 2015, tuvo lugar el 13 de mayo desde el 2300 Arena en Filadelfia, Pensilvania. El show también se transmitió mediante servicio On-Demand (un servicio de pago por visión en diferido).

### War of The Worlds 2016

##### War of The Worlds 2016: Noche 1
El primer show de la gira "War of The Worlds" en el año 2016, tuvo lugar el 9 de mayo desde el Ford Community & Performing Arts Center en Dearborn, Míchigan. El show se transmitió mediante servicio On-Demand (un servicio de pago por visión en diferido).

##### War of The Worlds 2016: Noche 2
El segundo show de la gira "War of The Worlds" en el año 2016, tuvo lugar el 11 de mayo desde el Ted Reeve Arena en Toronto, Canadá. El show también se transmitió mediante servicio On-Demand (un servicio de pago por visión en diferido).

##### War of The Worlds 2016: Noche 3
El tercer y último show de la gira "War of The Worlds" en el año 2016, tuvo lugar el 14 de mayo desde el Terminal 5 en Nueva York. El show también se transmitió mediante servicio On-Demand (un servicio de pago por visión en diferido).

### War of The Worlds 2017

##### War of The Worlds 2017: Noche 1
El primer show de la gira "War of The Worlds" en el año 2017, tuvo lugar el 7 de mayo desde el Ted Reeve Arena en Toronto, Canadá. El show se transmitió mediante servicio On-Demand (un servicio de pago por visión en diferido).
- Dark Match:  Cheeseburger y Will Ferrara derrotaron a The Fraternity (Channing Decker y Trent Gibson).
- The Rebellion (Caprice Coleman y Rhett Titus) derrotaron a The Motor City Machine Guns (Alex Shelley & Chris Sabin).
- Hirooki Goto derrotó a Shane Taylor.
- Dalton Castle y The Boys (Boy 1 y Boy 2) derrotaron a Chaos (Gedo y Roppongi Vice(Beretta & Rocky Romero)).
- Bully Ray derrotó a Hangman Page y Punishment Martinez en un Triple Threat Match.
- Cody derrotó a Will Ospreay.
- Los Ingobernables de Japón (Bushi y Tetsuya Naito) derrotaron a The Kingdom (Matt Taven y Vinny Marseglia) (con TK O'Ryan)
- The Briscoes (Jay Briscoe & Mark Briscoe) derrotaron a Beer City Bruiser & Silas Young y Los Ingobernables de Japón (Evil y Sanada)
- KUSHIDA derrotó a Jay Lethal.
- The Elite (Kenny Omega y The Young Bucks (Matt Jackson & Nick Jackson)) derrotaron a The Addiction (Christopher Daniels & Frankie Kazarian) y Hiroshi Tanahashi.

##### War of The Worlds 2017: Noche 2
El segundo show de la gira "War of The Worlds" en el año 2017, tuvo lugar el 10 de mayo desde el Ford Community & Performing Arts Center en Dearborn, Míchigan. El show se transmitió mediante servicio On-Demand (un servicio de pago por visión en diferido).
- Dark Match - Women of Honor Match: Kelly Klein derrotó a Jynx.
- Dalton Castle (con The Boys) derrotó a Bobby Fish.
  - Castle cubrió a Fish tras un «Bang-A-Rang».
- Search & Destroy (Jay White, Alex Shelley & Chris Sabin) derrotaron a The Rebellion (Kenny King, Rhett Titus & Shane Taylor) 8con Caprice Coleman)
  - White cubrió a Titus tras una combinación de Shelley y Sabin.
- Silas Young derrotó a Kushida.
  - Young cubrió a Kushida tras un «Misery».
- War Machine (Hanson & Raymond Rowe) derrotaron a Jay Lethal & Hiroshi Tanahashi.
  - Rowe cubrió a Lethal tras un «FallOut»..
- Bully Ray y the Briscoes (Jay Briscoe & Mark Briscoe) (c) derrotaron a Los Ingobernables de Japón (Bushi, Evil y Sanada) en un No DQ-Match reteniendo los Campeonatos Mundiales de Parejas de Seis Hombres de ROH.
- Tetsuya Naito derrotó a Punishment Martinez 
  - Naito cubrió a Martínez tras un «Destino».
- Cheeseburger derrotó a Marty Scurll, Frankie Kazarian, Will Ferrara, Beer City Bruiser, Gedo y Vinny Marseglia en un Fatal-Seven Match.
  - Cheeseburger cubrió a Bruiser tras un «Shotei».
  - Como consecuencia, Cheeseburger recibió una oportunidad por el Campeonato Mundial Televisivo de ROH contra Marty Scurll.
- Marty Scurll (c) derrotó a Cheeseburger (con Will Ferrara) reteniendo el Campeonato Mundial Televisivo de ROH
  - Scurll cubrió a Cheeseburger tras un «Roll-Up».
  - Durante la lucha, Ferrara intervino a favor de Cheeseburger.
- Christopher Daniels (c) derrotó a Matt Taven (con Vinny Marseglia) reteniendo el Campeonato Mundial de ROH
  - Daniels cubrió a Taven tras un «Best Moonsault Ever».
  - Durante la lucha, interfieron Marseglia a favor de Taven, y Kazarian a favor de Daniels.
- CHAOS (Hirooki Goto, Will Ospreay y Roppongi Vice (Rocky Romero & Berreta)) derrotaron a Bullet Club (Cody, Hangman Page y The Young Bucks (Matt Jackson & Nick Jackson)).
  - Ospreay cubrió a Nick Jackson tras un «Os-Cutter».

##### War of The Worlds 2017: Noche 3
El tercer show de la gira "War of The Worlds" en el año 2017, tuvo lugar el 12 de mayo desde el Hammerstein Ballroom en Nueva York, Estados Unidos. El show se transmitió mediante servicio de pago por visión mediante el servicio de ROHWrestling.com y también el servicio de streaming de NJPW: NJPWWorld.
- Dark Match:  The Kingdom (Matt Taven y Vinny Marseglia) (con TK O'Ryan) derrotaron a The Tempura Boyz (Sho y Yoh).
- Dark Match:  The Rebellion (Kenny King, Rhett Titus y Shane Taylor) (con Caprice Coleman) derrotaron a Cheeseburger, Gedo y Will Ferrara.
- Dalton Castle (con The Boys) derrotó a Bobby Fish, Kushida y Silas Young (con Beer City Bruiser) en un Four-way match (07:48).
  - Castle cubrió a Fish tras un «Bang-A-Rang».
- Hangman Page derrotó a Frankie Kazarian. (04:43)
  - Page cubrió a Kazarian tras un «Roll-Up» con ayuda de las cuerdas.
- War Machine (Hanson y Raymond Rowe) derrotaron a Los Ingobernables de Japón (Evil y Sanada) y Search and Destroy (Chris Sabin y Jonathan Gresham) (con Alex Shelley). (08:47)
  - Rowe cubrió a Sabin tras un «Pop-Up Power Slam» de Hanson & Rowe.
  - Después de la lucha, Rowe & Hanson y Sabin & Gresham se dieron la mano en señal de respeto.
- Will Ospreay derrotó a Jay White. (13:11)
  - Ospreay cubrió a White tras un «Os-Cutter».
  - Después de la lucha, Ospreay y White se dieron la mano en señal de respeto.
  - Después de la lucha, apareció Punishment Martinez para atacar a Will Ospreay y a Jay White.
- The Briscoes (Jay Briscoe & Mark Briscoe) y Bully Ray (c) derrotaron a Chaos (Hirooki Goto y Roppongi Vice (Beretta & Rocky Romero) en un No-DQ Six-man tag team match reteniendo los Campeonatos en Parejas de Seis Hombres de ROH. (12:45)
  - Jay Briscoe cubrió a Romero tras un «3D» de Bully Ray & The Briscoes.
- Marty Scurll (c) derrotó a Matt Sydal reteniendo el Campeonato Mundial Televisivo de ROH. (11:24)
  - Sydal se rindió tras un «Chicken-Wing Crossface» de Scurll.
- The Young Bucks (Matt Jackson & Nick Jackson) (c) derrotaron a Los Ingobernables de Japón (Bushi y Tetsuya Naito) reteniendo los Campeonatos Mundiales en Parejas de ROH. (13:35)
  - Nick Jackson cubrió a BUSHI tras un «Meltzer Driver» de The Young Bucks.
- Hiroshi Tanahashi derrotó a Adam Cole. (13:32)
  - Tanahashi cubrió a Cole tras un «High Fly Flow».
  - Después de la lucha, The Young Bucks aparecieron y por órdenes de Kenny Omega (vía satélite) atacaron a Adam Cole expulsándolo del Bullet Club.
  - Después de la lucha, Marty Scurll apareció para atacar a Cole, uniéndose al Bullet Club.
- Christopher Daniels (c) derrotó a Cody y Jay Lethal en un Triple Threat match reteniendo el Campeonato Mundial de ROH. (13:31)
  - Daniels cubrió a Lethal tras un «Best Moonsault Ever» sobre Lethal mientras Cody le aplicaba un «Figure Four Leg Lock».

##### War of The Worlds 2017: Noche 4
El cuarto y último show de la gira "War of The Worlds" en el año 2017, tuvo lugar el 14 de mayo desde el 2300 Arena en Filadelfia, Pensilvania, Estados Unidos. A diferencia de los otros tres shows de esta gira, este evneto no fue transmitido mediante servicio de pago por visión, sino que se grabaron episodios para el programa semanal de ROH: ROH.tv; entre los cuales se emitió material para su episodio N° 300.
- Dark Match:  The Tempura Boyz (Sho y Yoh) derrotaron a Coast 2 Coast (LSG y Shaheem Ali).
- Josh Woods derrotó a David Starr.
- Jay Lethal derrotó a Beer City Bruiser (con Silas Young).
- Cody derrotó a Frankie Kazarian.
- Dark Match - Women of Honor Match: Gabby Ortiz y Sumie Sakai derrotaron a Bonesaw Jessie Brooks y Tasha Steelz.
- War Machine (Hanson & Raymond Rowe) derrotaron a Cheeseburger y Will Ferrara.
- Los Ingobernables de Japón (Bushi, Evil, Sanada y Tetsuya Naito) derrotaron a The Briscoes (Jay Briscoe & Mark Briscoe), Bully Ray y Dalton Castle (con The Boys)
- Hangman Page derrotó a Adam Cole.
- Dark Match - Women of Honor Match: Kelly Klein derrotó a Jenny Rose 	Singles match
- Chuck Taylor y Roppongi Vice (Beretta & Rocky Romero) derrotaron a Bullet Club (Hangman Page, Matt Jackson & Nick Jackson).
- The Rebellion (Rhett Titus y Shane Taylor) (con Caprice Coleman) y Search and Destroy (Jay White y Jonathan Gresham) (con Alex Shelley) terminaron sin resultado.
- Kushida derrotó a Marty Scurll (c) ganando el Campeonato Mundial Televisivo de ROH.
  - Kushida cubrió a Scurll tras un «Somersault Package DDT».
  - Durante la lucha, Adam Cole intervino en contra de Scurll.
- Beer City Bruiser & Silas Young derrotaron a Bobby Fish & Jay Lethal.
- The Kingdom (Matt Taven y Vinny Marseglia) derrotaron a The Boys (Boy 1 y Boy 2).
- Punishment Martinez derrotó a Joey Daddiego.
- The Addiction (Christopher Daniels & Frankie Kazarian) y Hiroshi Tanahashi derrotaron a CHAOS (Gedo, Hirooki Goto y Will Ospreay).
- Dark Match: Marty Scurll derrotó a Adam Cole en un	Philadelphia Street Fight
  - Cole se rindió tras un «Chicken-Wing Crossface» de Scurll.
  - Durante la lucha, Bullet Club (Hangman Page & The Young Bucks) aparecieron a favor de Scurll.
  - Después de la lucha, Adam Cole se despidió del roster y el público de ROH.

### War of The Worlds UK

##### War of The Worlds UK: Londres
El primer show de la gira "War of The Worlds UK" tuvo lugar el 18 de agosto de 2017 desde el York Hall en Londres, Inglaterra. El show se transmitió mediante servicio On-Demand.
- Mark Briscoe derrotó a Ryan Smile.
- The Addiction (Christopher Daniels y Frankie Kazarian) derrotaron a Rey Bucanero y Último Guerrero.
- Jay Briscoe derrotó a Kenny King.
- Bully Ray derrotó a Jay Lethal, Sha Samuels y Silas Young en un Four Corner Survival match.
- Dalton Castle y The Boys (Boy 1 y Boy 2) (c) derrotaron a Delirious, Jushin Thunder Liger y Místico reteniendo los Campeonatos Mundiales en Parejas de Seis Hombres de ROH en un Six-man tag team match.
- KUSHIDA (c) derrotó a Titán reteniendo el Campeonato Mundial Televisivo de ROH.
- Los Ingobernables de Japón (Bushi, Evil, Hiromu Takahashi, Sanada y Tetsuya Naito) derrotaron al Bullet Club (Cody, Hangman Page, Marty Scurll y The Young Bucks (Matt Jackson & Nick Jackson))

##### War of The Worlds UK: Liverpool
El segundo show de la gira "War of The Worlds UK" tuvo lugar el 19 de agosto de 2017 desde el Liverpool Olympia en Liverpool, Inglaterra.
- CCK (Chris Brookes y Travis Banks) derrotaron a The Boys (Boy 1 y Boy 2).
- Kenny King derrotó a Hangman Page.
- Rey Bucanero y Último Guerrero derrotaron a Místico y Titán.
- Jay Lethal derrotó a Josh Bodom.
- Bully Ray y The Briscoe Brothers (Jay Briscoe y Mark Briscoe) derrotaron a Los Ingobernables de Japón (Bushi, Evil y Tetsuya Naito).
- Mark Haskins derrotó a Silas Young.
- Kushida (c) derrotó a Dalton Castle, Hiromu Takahashi y Marty Scurll en un Four Corner Survival match reteniendo el Campeonato Mundial Televisivo de ROH.
- The Young Bucks (Matt Jackson and Nick Jackson) (c) derrotaron a The Addiction (Christopher Daniels y Frankie Kazarian) reteniendo los Campeonatos Mundiales en Parejas de ROH.
- Cody (c) derrotó a Sanada reteniendo el Campeonato Mundial de ROH.

##### War of The Worlds UK: Edimburgo
El tercer y último show de la gira "War of The Worlds UK" tuvo lugar el 20 de agosto de 2017 desde el Edinburgh Corn Exchange en Edimburgo, Escocia.
- Kenny King derrotó a Colt Cabana y Josh Bodom.
- The Briscoe Brothers (Jay Briscoe y Mark Briscoe) derrotaron a Rey Bucanero y Último Guerrero.
- Bully Ray derrotó a Evil.
- Los Ingobernables de Japón (Bushi, Sanada y Tetsuya Naito) derrotaron a Kushida, Místico y Titán.
- Hiromu Takahashi derrotó a Mark Haskins.
- The Hung Bucks (Hangman Page y The Young Bucks (Matt Jackson & Nick Jackson)) derrotaron a Dalton Castle y The Boys (Boy 1 y Boy 2) (c) ganando los Campeonatos en Parejas de Seis Hombres de ROH.
- Bullet Club (Cody & Marty Scurll) derrotaron a The Addiction (Christopher Daniels y Frankie Kazarian)
- Silas Young derrotó a Jay Lethal en un Street fight

### War of The Worlds Tour
La edición 2018 de la gira "War of The Worlds" tuvo lugar dentro de los cuatro shows: El primer día, el 9 de mayo, en Lowell, Massachusetts en el Lowell Memorial Auditorium; el segundo día, el 11 de mayo, en Toronto, Ontario, Canadá en el Ted Reeve Arena; el tercer día, el 12 de mayo, en Royal Oak, Míchigan en el Royal Oak Music Theatre; y en Chicago, Illinois durante el cuarto y último día: el 13 de mayo.

##### War of The Worlds Tour: Lowell
El primer show de la gira "War of The Worlds Tour" tuvo lugar el 9 de mayo de 2018 desde el Lowell Memorial Auditorium en Lowell, Massachusetts.
- The Briscoe Brothers (Jay Briscoe & Mark Briscoe) derrotaron a Flip Gordon y Jushin Thunder Liger
  - Jay y Mark cubrieron a Gordon desde la tercera cuerda.
- Tenille Dashwood y Sumie Sakai vs. Deonna Purrazzo y Skylar.
  - Dashwood cubrió a Skylar después de un «Spotlight Kick».
  - Originalmente Brandi Rhodes formaba parte del equipo de Dashwood, pero fue reemplazada por Sakai debido una lesión.
- La lucha entre el Campeón Mundial de ROH Dalton Castle y Matt Taven (con TK O'Ryan y Vinny Marseglia) no se llevó a cabo.
  - Caste había sufrido varias lesiones desde Final Battle hasta esa fecha.
- Coast 2 Coast (LSG & Shaheem Ali) derrotaron a The Kingdom (TK O'Ryan & Vinny Marseglia)
  - LSG y Ai cubrieron a Marseglia y O'Ryan después de un «Roll-Up».
  - Durante la lucha, SoCal Uncensored (Christopher Daniels, Frankie Kazarian & Scorpio Sky) intervinieron en la lucha, distrayendo a The Kingdom.
- Bullet Club (Cody, Hangman Page & Marty Scurll) derrotaron a Roppongi 3K (Rocky Romero, Sho & Yoh)
  - Cody cubrió a Romero después de un «Cross Rhodes».
- Los Ingobernables de Japón (Tetsuya Naito, Evil & Sanada) derrotaron a Silas Young, Beer City Bruiser y Brian Milonas
  - Evil cubrió a Milonas después de un «EVIL».
- Chuckie T derrotó a Jay Lethal y Jay White
  - Chuckie cubrió a White después de un «Inside Cradle».
  - El Campeonato Peso Pesado de la IWGP de los Estados Unidos de White, no estuvo en juego.
- The Kingdom (Matt Taven, Vinny Marseglia & TK O'Ryan) derrotaron a SoCal Uncensored (Christopher Daniels, Frankie Kazarian & Scorpio Sky) (c) y ganaron el Campeonato Mundial en Parejas de Seis-Hombres de ROH.
  - Taven cubrió a Daniels después de un «Frog Splash».
- The Young Bucks (Matt Jackson & Nick Jackson) derrotaron a Los Ingobernables de Japón (Bushi & Hiromu Takahashi)
  - Matt y Nick cubrieron a Bushi después de un «Meltzer Driver».

##### War of The Worlds Tour: Toronto
El segundo show de la gira "War of The Worlds Tour" tuvo lugar el 11 de mayo de 2018 desde el Ted Reeve Arena en Toronto, Ontario, Canadá.
- Jay White (c) derrotó a Punishment Martinez y retuvo el Campeonato Peso Pesado de los Estados Unidos de la IWGP.
  - White cubrió a Martinez después de un «Blade Runner».
  - Durante la lucha, Hangman Page interfirió la lucha atacando a Martinez.
- Cheeseburger derrotó a Bully Ray por descalificación.
  - Ray fue descalificado tras usar su cadena.
- Tetsuya Naito derrotó a Beer City Bruiser.
  - Naito cubrió a Bruiser después de un «Destino».
  - El Campeonato Intercontinental de la IWGP de Naito, no estuvo en juego.
- The Young Bucks (Matt Jackson & Nick Jackson) derrotaron a Super Smash Bros. (Evil Uno & Stu Grayson).
  - Matt y Nick cubrieron a Uno y Grayson después de un «Meltzer Driver».
  - Después de la lucha, The Briscoes (Jay Briscoe & Mark Briscoe) atacaron a los Young Bucks, Uno y Grayson.
- SoCal Uncensored (Christopher Daniels, Frankie Kazarian & Scorpio Sky) derrotaron a Roppongi 3K (Rocky Romero, Sho & Yoh).
  - Daniels, Kazarian y Sky cubrieron a Romero después de un «Celebrity Rehab».
  - Originalmente, este encuentro debía ser por el Campeonato Mundial en Parejas de Seis-Hombres de ROH, lo cual no ocurrió debido a que SoCal Uncensored perdió el título ante The Kingdom (Matt Taven, Vinny Marseglia & TK O'Ryan) en War of The Worlds: Lowell dos días antes.
- Silas Young (c) derrotó a Hangman Page y retuvo el Campeonato Mundial Televisivo de ROH.
  - Young cubrió a Page después de un «Misery».
  - Antes de la lucha, Punishment Martinez atacó a Page.
- Cody derrotó a Jushin Thunder Liger.
  - Cody cubrió a Liger después de un «CrossRhodes».
- Los Ingobernables de Japón (Evil, Sanada & Hiromu Takahashi) (con Bushi) derrotaron a Jay Lethal, Kenny King & Colt Cabana.
  - Evil cubrió a Cabana después de un «EVIL».
  - Durante la lucha, Bushi interfirió a favor de Los Ingobernables.
  - Originalmente la lucha era entre 4 hombres, pero debido a las ausencias de Dalton Castle por su lesión y Flip Gordon por problemas con la visa.

##### War of The Worlds Tour: Royal Oak
El tercer show de la gira "War of The Worlds Tour" tuvo lugar el 12 de mayo de 2018 desde el Royal Oak Music Theatre en Royal Oak, Míchigan.
- Evil derrotó a Shane Taylor.
  - Evil cubrió a Taylor después de un «EVIL».
- Tenille Dashwood y Jenny Rose derrotaron a Sumie Sakai y Stella Grey.
  - Rose cubrió a Grey después de un «Uranage».
- La lucha entre el Punishment Martinez y Hangman Page no se llevó a cabo.
  - Debido a que Page destrozó a Punishment con sillas y una mesa.
- Marty Scurll derrotó a Kenny King, Matt Taven y Sanada.
  - Scurll cubrió a Taven después de un «Low Bow».
  - Originalmente Jay Lethal formaba parte del combate, pero fue reemplazado por Sanada por razones desconocidas..
- Roppongi 3K (Sho & Yoh) (con Rocky Romero) derrotaron a The Young Bucks (Matt Jackson & Nick Jackson) y The Motor City Machine Guns (Alex Shelley & Chris Sabin).
  - Sho y Yoh cubrieron a Sabin después de un «MCMG».
- Silas Young & Beer City Bruiser derrotaron a The Boys.
  - Young y Bruiser cubrieron a The Boys después de un «Frog Splash».
- SoCal Uncensored (Christopher Daniels, Frankie Kazarian & Scorpio Sky) derrotaron a Flip Gordon, Cheeseburger y Jushin Thunder Liger.
  - Daniels y Kazarian cubrió a Cheeseburger después de un «Best Meltzer Ever».
  - Después de la lucha, Bully Ray ataca a Cheeseburger y Liger, pero Flip Gordon salió a detenerlo.
- Cody derrotó a Hiromu Takahashi.
  - Cody cubrió a Takahashi después de un «Din's Fire».
- The Briscoes (Jay Briscoe & Mark Briscoe) derrotaron a Los Ingobernables de Japón (Tetsuya Naito & Bushi) y retuvieron el Campeonato Mundial en Parejas de ROH.
  - Jay cubrió a Bushi después de un «Froggy Elbow».

##### War of The Worlds Tour: Chicago
El cuarto y último show de la gira "War of The Worlds Tour" tuvo lugar el 13 de mayo de 2018 desde el Odeum Expo Center en Chicago, Illinois.
- Karen Q derrotó a Tenille Dashwood.
- Cheeseburger y Jushin Thunder Liger derrotaron a The Dawgs (Rhett Titus & Will Ferrara).
- Sumie Sakai (c) derrotó a Jenny Rose y retuvo el Campeonato Femenino del Honor.
  - Sakai cubrió a Rose después de un «Buceo Splash».
- The Briscoe Brothers (Jay Briscoe & Mark Briscoe) (c) derrotaron a Roppongi 3K (Sho & Yoh) (con Rocky Romero) y retuvieron el Campeonato Mundial en Parejas de ROH.
  - Jay y Mark cubrió a Sho después de un «Doomsday Device».
- El Campeón Mundial Televisivo de ROH Silas Young (c) derrotó a Austin Aries por descalificación.
  - La lucha fue descalificado debido a que Kenny King golpeó a Young con el título.
  - Como consecuencia, Young retuvo el campeonato.
- Kelly Klein derrotó a Deonna Purrazzo.
  - Klein cubrió a Purrazi después de un «End of the Matche».
- SoCal Uncensored (Christopher Daniels, Frankie Kazarian & Scorpio Sky) derrotaron a los Campeones Mundiales en Parejas de Seis-Hombres de ROH The Kingdom (Matt Taven, Vinny Marseglia & TK O'Ryan) por descalificación.
  - Como consecuencia, The Kingdom retuvieron el campeonato.
- Kenny King derrotó a Chuckie T.
  - King cubrió a Chuckie después de un «Coronation».
- Shane Taylor derrotó a Josh Woods.
- Bullet Club (Cody, Hangman Page, Marty Scurll, Matt Jackson & Nick Jackson) derrotaron a Los Ingobernables de Japón (Bushi, Evil, Hiromu Takahashi, Sanada & Tetsuya Naito).

### War of The Worlds 2019
La edición 2019 de la gira "War of The Worlds" tuvo lugar dentro de los cuatro shows: El primer día, el 8 de mayo, en Buffalo, Nueva York en el Buffalo RiverWorks; el segundo día, el 9 de mayo, en Toronto, Ontario, Canadá en el Ted Reeve Arena; el tercer día, el 11 de mayo, en Grand Rapids, Míchigan en el DeltaPlex Arena; y en Chicago, Illinois durante el cuarto y último día: el 12 de mayo en el Odeum Expo Center.

##### War of The Worlds 2019: Noche 1
El primer show de la gira "War of The Worlds Tour" tuvo lugar el 8 de mayo de 2019 desde el Buffalo RiverWorks en Buffalo, Nueva York.
Resultados
- PJ Black derrotó a Alex Coughlin.
  - Black cubrió a Coughlin después de un «Moonsault Double Stomp».

- Kelly Klein derrotó a Kate Carney y retuvo el Campeonato Mundial Femenil de Honor.
  - Klein cubrió a Carney después de un «K-Power».
  - Durante el combate, Allure (Angelina Love, Mandy Leon & Velvet Sky) interfirió en contra de Klein.

- The Kingdom (TK O'Ryan & Vinny Marseglia) derrotó a Karl Fredericks & Clark Connors.

- Shane Taylor derrotó a HIKULEO.
  - Taylor cubrió a HIKULEO después de un «Greetings from 216».

- Los Ingobernables de Japón (EVIL & Sanada) derrotaron a Lifeblood (Mark Haskins & Tracy Williams).
  - EVIL cubrió a Williams después de un «Magic Killer».

- Rush derrotó a Silas Young.
  - Rush cubrió a Young después de un «Bull Horns Dropkick».
  - Después del combate, Dalton Castle amenazó con atacar a Rush, pero al final no lo hizo.

- Villain Enterprises (Marty Scurll, Brody King & PCO) derrotó a Jeff Cobb, Satoshi Kojima & Yuji Nagata y retuvo el Campeonato Mundial en Parejas de Seis-Hombres de ROH.
  - PCO cubrió a Kojima después de un «Moonsault».
  - Después del combate, The Kingdom (Matt Taven, TK O'Ryan & Vinny Marseglia) atacó a Villain Enterprises.

- Guerrillas of Destiny (Tama Tonga & Tanga Loa) derrotaron a Jay Lethal & Jonathan Gresham y retuvieron el Campeonato Mundial en Parejas de ROH.
  - Tonga cubrió a Gresham después de un «Gun Stun».
  - El Campeonato en Parejas de la IWGP de Guerrillas of Destiny no estaba en juego.
  - Después del combate, The Briscoe Brothers (Mark & Jay Briscoe) y Guerrillas of Destiny se atacaron entre sí.

- Flip Gordon derrotó a Bandido.
  - Gordon cubrió a Bandido después de un «Stunner».
  - Después del combate, Mark Haskins & Tracy Williams salieron a felicitar a ambos y le ofrecieron a Gordon unirse a Lifeblood.

##### War of The Worlds 2019: Noche 2
El segundo show de la gira "War of The Worlds 2019" tuvo lugar el 9 de mayo de 2019 desde el Ted Reeve Arena en Toronto, Ontario, Canadá.
Resultados
- Bullet Club (Tama Tonga, Tanga Loa & HIKULEO) derrotó a Clark Conners, Karl Fredericks & Alex Coughlin.
  - HIKULEO cubrió a Coughlin después de un «Double Choke Bomb».

- Yuji Nagata derrotó a Silas Young por descalificación.
  - El árbitro descalificó a Young después de que Nagata fingiera ser golpeado por él con una silla de acero.
  - Después del combate, ambos luchadores se atacaron entre sí.

- Los Ingobernables de Japón (EVIL & Sanada) derrotaron a The Kingdom (TK O'Ryan & Vinny Marseglia).

- Rush derrotó a PJ Black.
  - Rush cubrió a Black después de un «Bull Horns Dropkick».

- The Briscoe Brothers (Mark & Jay Briscoe) derrotaron a Lifeblood (Mark Haskins & Tracy Williams).
  - Después del combate, Bully Ray salió a confrontar a Lifeblood.

- Jay Lethal derrotó a Satoshi Kojima.
  - Lethal cubrió a Kojima después de un «Lethal Injection».

- Shane Taylor derrotó a Jeff Cobb (c), Hirooki Goto y Brody King y ganó el Campeonato Mundial Televisivo de ROH.
  - Taylor cubrió a King después de un «Tour of the Islands» de Cobb y un «Greetings from 2016».

- Matt Taven derrotó a PCO y retuvo el Campeonato Mundial de ROH.
  - Durante el combate, The Kingdom (TK O'Ryan & Vinny Marseglia) interfirió a favor de Taven.

##### War of The Worlds 2019: Noche 3
El tercer show de la gira "War of The Worlds 2019" tuvo lugar el 11 de mayo de 2019 desde el DeltaPlex Arena en Grand Rapids, Míchigan.
Resultados
- Coast 2 Coast (Shaheem Ali & LSG) derrotó a Alex Coughlin & Karl Fredericks.

- Kelly Klein derrotó a Stacy Shadows y retuvo el Campeonato Mundial Femenil de Honor.
  - Después del combate, ambas luchadoras se dieron la mano en señal de respeto.
  - Después del combate, Allure (Angelina Love, Mandy Leon & Velvet Sky) atacó a Shadows, pero Klein las detuvo.

- Dalton Castle derrotó a Cheeseburger y Clark Conners.
  - Castle cubrió a Cheeseburger después de un «Bang-A-Rang».
  - Originalmente, la lucha era entre Cheeseburger y Conners, pero antes de que empezara, Cheeseburger convenció a Castle de unirse.

- The Kingdom (Matt Taven, TK O'Ryan & Vinny Marseglia) derrotó a Bullet Club (Tama Tonga, Tanga Loa & HIKULEO).
  - Marseglia cubrió a HIKULEO después de que Taven lo golpeara con su campeonato.
  - Durante el combate, The Briscoe Brothers (Mark & Jay Briscoe) interfirieron distrayendo al Bullet Club.
  - Después del combate, Mark Haskins retó a Taven a una lucha por el Campeonato Mundial de ROH.

- Flip Gordon derrotó a Rhett Titus.
  - Gordon forzó a Titus a rendirse con un «Crossface».

- Los Ingobernables de Japón (EVIL & Sanada) derrotaron a The Bouncers (Brian Milonas & Beer City Bruiser).

- Tracy Williams derrotó a Rush, Eli Isom y PJ Black y ganó una oportunidad por el Campeonato Mundial de ROH.
  - Williams cubrió a Isom después de un «Lariat» y un «Piledriver».

- Matt Taven derrotó a Mark Haskins y retuvo el Campeonato Mundial de ROH.
  - Taven cubrió a Haskins después de un «Low Blow» y un «Climax».
  - Durante el combate, Bully Ray interfirió en contra de Haskins.
  - Después del combate, PCO atacó a Taven y le aplicó un «PCOsault».

- Jay Lethal, Jeff Cobb, Hirooki Goto, Satoshi Kojima y Yuji Nagata derrotaron a The Briscoe Brothers (Mark & Jay Briscoe), Silas Young, Shane Taylor & Bully Ray.

##### War of The Worlds 2019: Noche 4
El cuarto y último show de la gira "War of The Worlds 2019" tendrá lugar el 12 de mayo de 2019 desde el Odeum Expo Center en Chicago, Illinois.

#### Resultados
- Flip Gordon derrotó a Karl Fredericks
  - Gordon cubrió a Fredericks
- Kenny King derrotó a Jay Lethal
  - King cubrió a Lethal
- The Bouncers (Brian Milonas & The Beer City Bruiser) derrotaron a Alex Coughlin & Clark Connors, Coast 2 Coast (LSG & Shaheem Ali), y a The Kingdom (T. K. O'Ryan & Vinny Marseglia)
  - Bruiser
- Los Ingobernables de Japón (EVIL & SANADA) derrotaron a Satoshi Kojima & Yuji Nagata
  - EVIL
- Guerrillas of Destiny (Tama Tonga & Tanga Loa) (c) derrotaron a The Briscoes (Jay Briscoe & Mark Briscoe) reteniendo los Campeonatos Mundiales en Parejas de ROH
- Allysin Kay (c) derrotó a Marti Belle y retuvo el Campeonato Femenino de la NWA
- Bully Ray & Shane Taylor derrotaron a Lifeblood (Mark Haskins & Tracy Williams)
- Colt Cabana (c) vs. James Storm terminó sin resultado
  - NWA National Championship
- Hirooki Goto derrotaron a HIKULEO
- Lifeblood (Mark Haskins & Tracy Williams) & P.J. Black derrotaron a Shinobi Shadow Squad (Cheeseburger, Eli Isom & Ryan Nova)
- Jeff Cobb derrotó a Jay Lethal, PCO y a Rush en un Four Corner Survival ganando una oportunidad al Campeonato Mundial de ROH.[7]